# 湖州碘泡虫
湖州碘泡虫（学名：Myxobolus huchowensis）为碘泡科碘泡虫属的动物。在中国，分布于浙江等，营寄生生活，寄生在鲫的鳃。